# باموق قلعة
باموق قلعة (بالتركية: Pamukkale)‏ أي «قلعة القطن» موقع طبيعي في دنيزلي في جنوب غرب تركيا. تشتهر المنطقة بمعدن الكربونات الذي خلفه تدفق مياه الينابيع الحارة. تقع باموق قلعة في منطقة إيجة الداخلية في تركيا، في وادي نهر مندريس، الذي يتمتع بمناخ معتدل معظم أيام السنة.
بُنيّت مدينة هييرابوليس الإغريقية الرومانية القديمة على قمة تكوين الحجر الجيري (الترافرتين) الذي يبلغ طوله الإجمالي حوالي 2.700 متر (8.860 قدم) وعرضه 600 متر (1.970 قدم) وارتفاعه 160 متر (525 قدم). ويمكن رؤيته من التلال على الجانب الآخر من الوادي في مدينة دنيزلي، على بعد 20 كم. تُعرف هذه المنطقة باسم باموق قلعة (قلعة القطن) أو هيرابوليس القديمة (المدينة المقدسة) وهي تجذب الزائرين إلى ينابيعها الحرارية منذ العصور التقليدية القديمة. يشير الاسم التركي إلى سطح الحجر الجيري المتلألئ ذي اللون الأبيض الثلجي، الذي تشكل على مدى آلاف السنين بواسطة الينابيع الغنية بالكالسيت. حيث تتساقط المياه الغنية بالمعادن ببطء على سفح الجبل وتتدفق إلى أسفل المصاطب المعدنية إلى أحواض السباحة الموجودة بالأسفل. تقول الأسطورة أن التكوينات هي قطن متيبس (المحصول الرئيسي في المنطقة) تركه العمالقة ليجف.[بحاجة لمصدر]
زار الناس المنطقة منذ آلاف السنين، بسبب جاذبية الينابيع الدافئة. وفي الآونة الأخيرة في منتصف القرن العشرين، بُنيّت الفنادق فوق أنقاض هيرابوليس، مما تسبب في أضرار جسيمة.[بحاجة لمصدر] كما شُيدّ طريق وصول من الوادي فوق المصاطب وسمح للدراجات البخارية بالصعود والنزول على المنحدرات. وعندما أعلنت المنطقة كموقع للتراث العالمي لليونسكو، هُدمّت الفنادق وأُزيلت الطريق واستبدلت بأحواض سباحة صناعية.[بحاجة لمصدر] توجد آثار رومانية محفوظة بعناية ومتحف في الموقع. يمتد ممر مشاة صغير على ظهر الجبل ليستخدمه الزوار، لكن مصاطب الترافرتين محظورة كلها، نتيجة تعرضها لأضرار التآكل وتلوث المياه بسبب السياحة.
في 1988، أُضيف الموقع كموقع للتراث العالمي لليونسكو مع هيرابوليس.

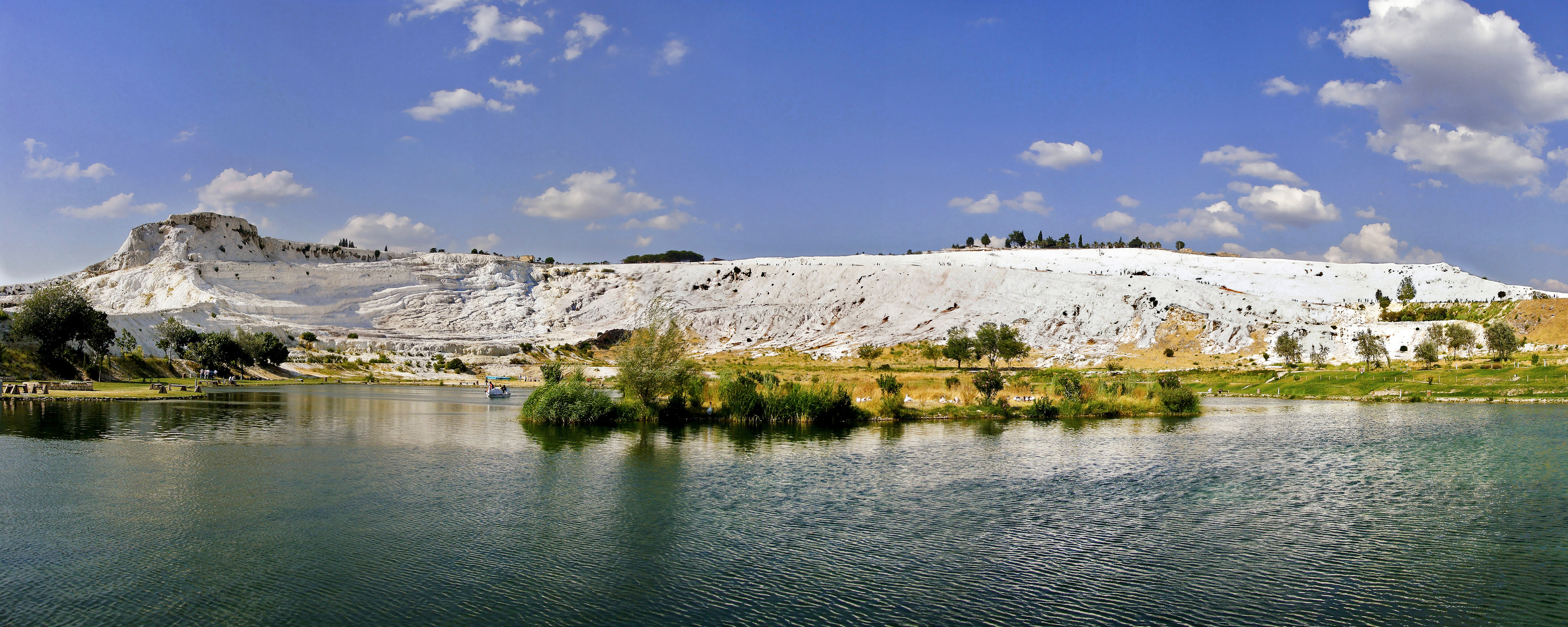
صورة بانورامية لباموق قلعة

## الجيولوجيا

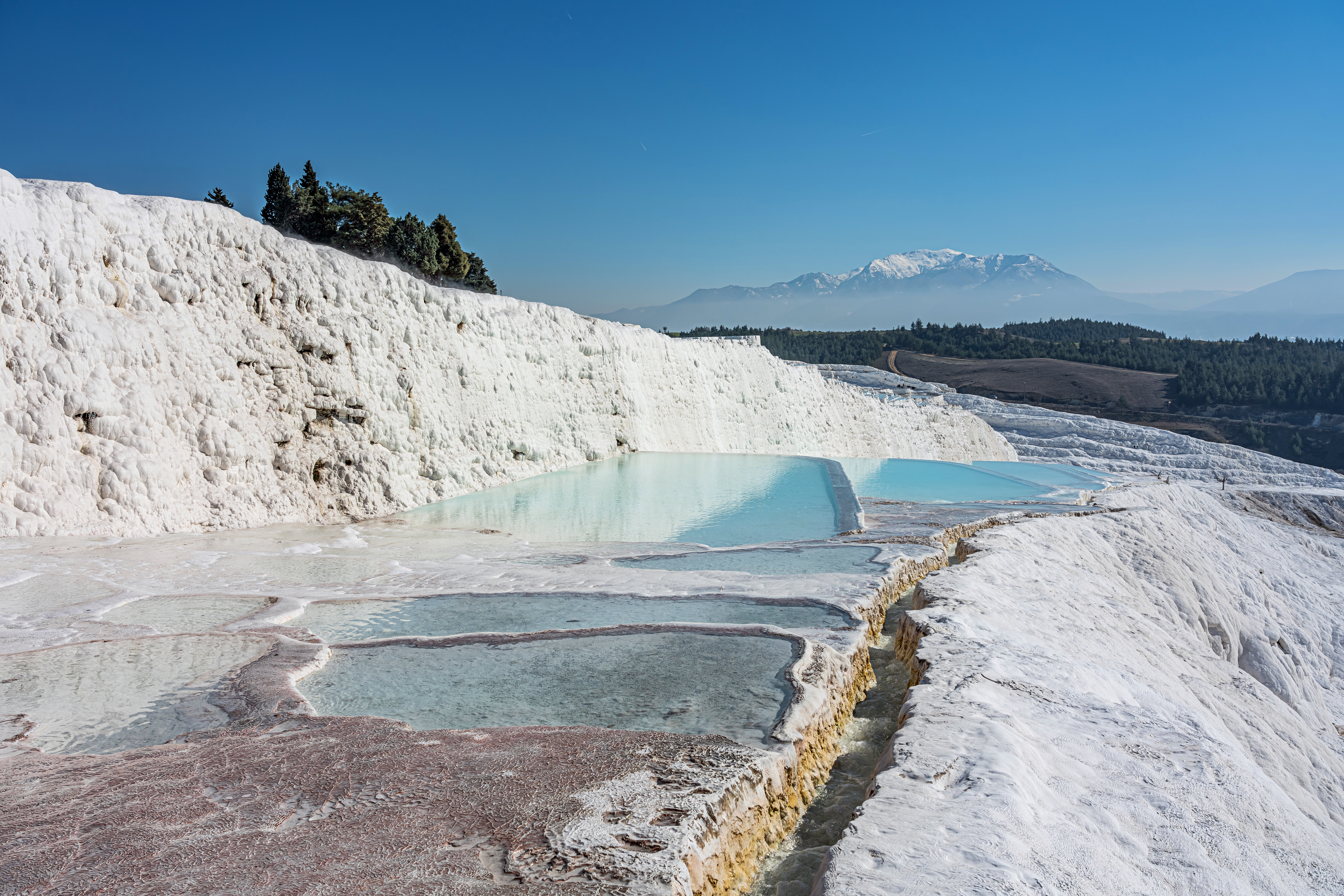
المدرجات البيضاء (تكوينات الحجر الجيري الطبيعي وحمامات السباحة الساخنة) في باموق قلعة.

تتكون مصاطب باموق قلعة من الترافرتين وهو صخر رسوبي رسبته المياه المعدنية من الينابيع الحارة. يوجد في هذه المنطقة 17 ينبوعاً حاراً بدرجات حرارة تتراوح من 35 درجة مئوية (95 درجة فهرنهايت) إلى 100 درجة مئوية (212 درجة فهرنهايت). تُنقل المياه التي تخرج من الينبوع مسافة 320 متر (1.050 قدم) إلى رأس مصاطب الترافرتين وترسب كربونات الكالسيوم في قسم بطول 60 إلى 70 متر (200 إلى 230 قدم) يغطي مساحة حجمها 24 متر (79 قدم) حتى 30 متر (98 قدم). عندما يصل الماء، مفرط التشبع بكربونات الكالسيوم، إلى السطح، ينبعث منه غاز ثاني أكسيد الكربون وتتراكم كربونات الكالسيوم. ثم يرسب الماء كربونات الكالسيوم على شكل هلام ناعم يتبلور في النهاية إلى ترافرتين.

## الآثار

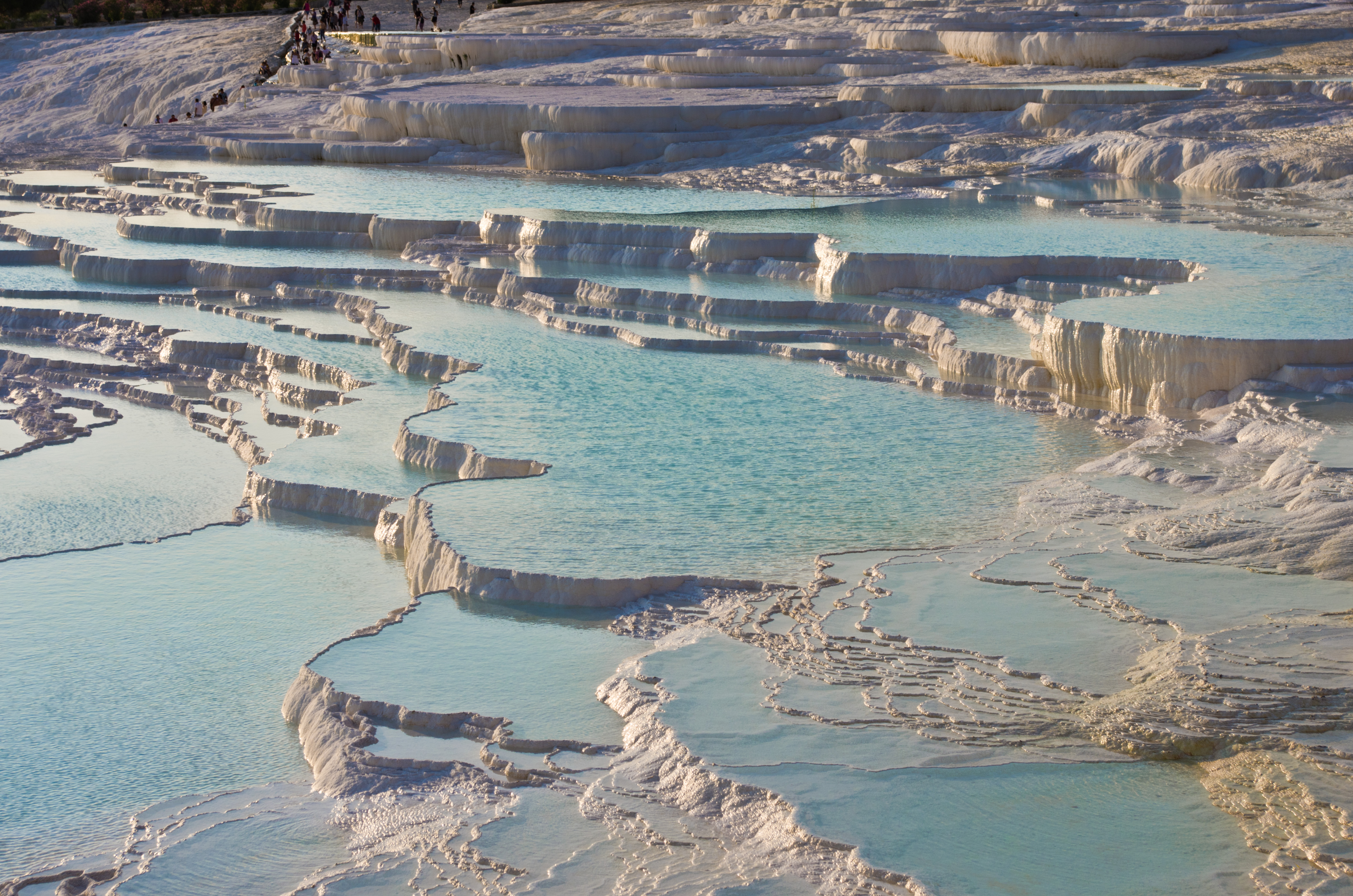
تشكيلات مصاطب الترافرتين

لا يوجد سوى عدد قليل من الحقائق التاريخية المعروفة عن أصل المدينة. حيث لم يُعثر على أي أثر لوجود الحيثيين أو الفرس. بنى الفريجيون معبداً، ربما في النصف الأول من القرن السابع قبل الميلاد. وهذا المعبد، الذي استخدمه في الأصل مواطنو بلدة لاودكية المجاورة، شكلّ لاحقاً مركزاً لهييرابوليس.

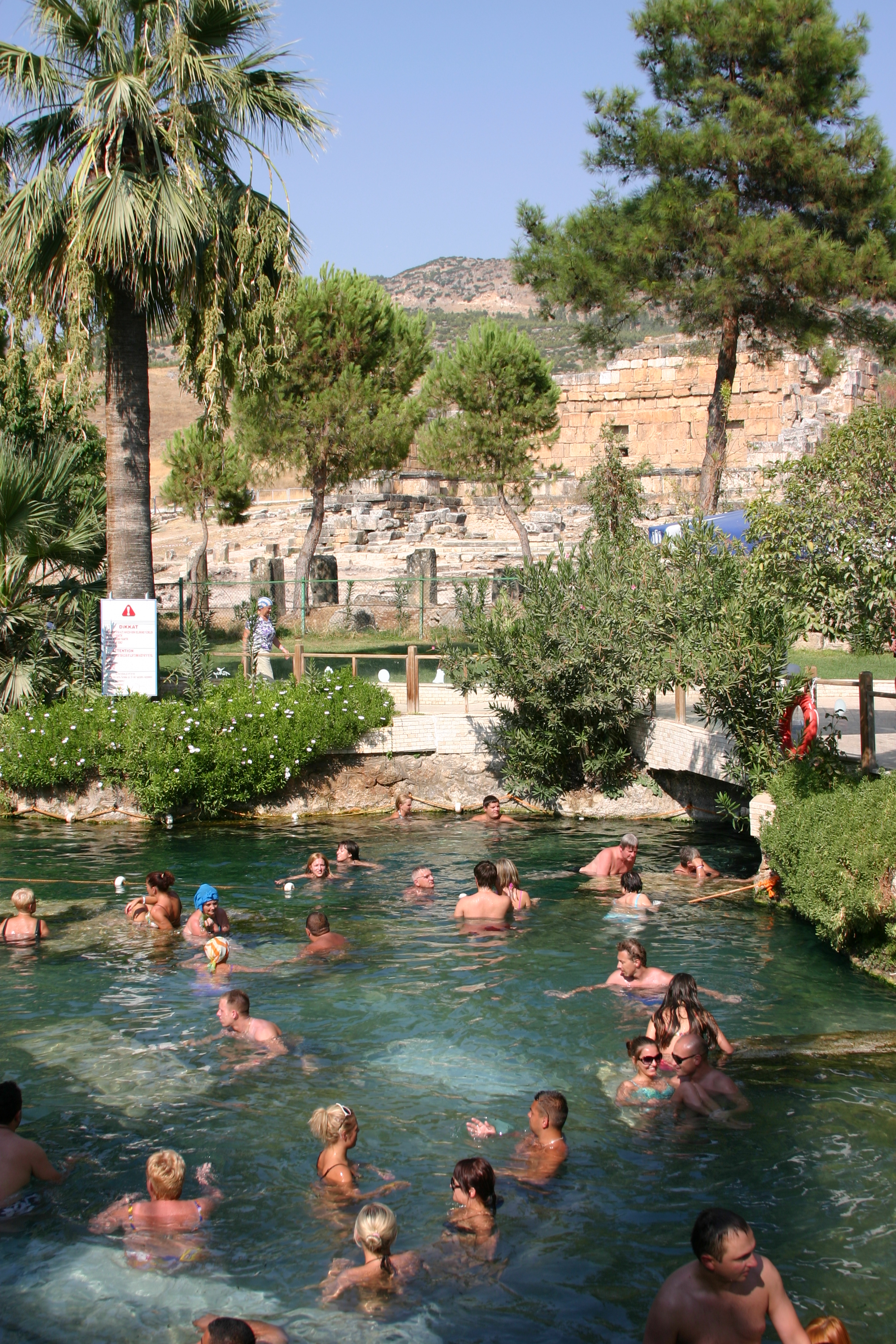
برك في الموقع الأثري

تأسست هيرابوليس كينبوع حراري في أوائل القرن الثاني قبل الميلاد في نطاق الإمبراطورية السلوقية. أرسل أنطيوخوس العظيم 2.000 عائلة يهودية إلى ليديا وفريجيا من بابل وبلاد ما بين النهرين، انضم إليهم لاحقاً المزيد من يهودا. نمّت الطائفة اليهودية في هييرابوليس ويُقدر أنها وصلت إلى 50.000 في 62 ق.م. أصبحت هييرابوليس مركزاً علاجياً حيث استخدم الأطباء الينابيع الحارة لمداواة مرضاهم. بدأت المدينة في سك العملات البرونزية في القرن الثاني قبل الميلاد. تسمى هذه العملات المعدنية هييرابوليس. لا يزال من غير الواضح ما إذا كان هذا الاسم يشير إلى المعبد الأصلي (ἱερόν، هيرون) أو تكريماً لهييرا، زوجة تيليفوس، ابن هرقل وأوجي أميرة ميسيا، المؤسس المفترض للأسرة الأتالية في بيرغامون. تغير هذا الاسم في النهاية إلى هييرابوليس («المدينة المقدسة»). في 133 ق.م.، حينما توفي أتالوس الثالث، ورثّ مملكته إلى روما. وهكذا أصبحت هييرابوليس جزءاً من مقاطعة آسيا الرومانية. في 17 م، خلال حكم الإمبراطور تيبيريوس، دمر زلزال كبير المدينة.
وتأثراً ببولس الرسول المسيحي، تأسست كنيسة بها أثناء وجوده في أفسس. وقضى فيلبس الرسول المسيحي آخر سنوات حياته فيها. يُعتقد أن كنيسة الشهداء في البلدة قد بُنيت في المكان الذي صُلبّ فيه فيلبس سنة 80 م. وقيل أيضاً أن بناته كُنّ يتنبأن في المنطقة. خلال القرن الرابع، سدّ المسيحيون بوابة بلوتو (بلوتونيون) بالحجارة، في إشارة إلى هيمنة الديانة المسيحية وبدأوا في إزاحة الأديان الأخرى في المنطقة. رفع الإمبراطور البيزنطي جستنيان أسقف هيرابوليس، الذي كان في الأصل أحد أساقفة فريجيا باكاتيانا، إلى رتبة مطران في 531. وقد تحولت الحمامات الرومانية إلى كنائس مسيحية. خلال الفترة البيزنطية، استمرت المدينة في الازدهار وظلت أيضاً مركزاً هاماً للمسيحية.

## متحف هييرابوليس الأثري
يحتوي المتحف على قطع أثرية تاريخية من هييرابوليس، بالإضافة إلى قطع أثرية من لاوديكيا وكولوسي وتريبوليس وأتودا ومدن أخرى في وادي ليكوس (تشوروكسو). يحتوي المتحف أيضاً على قسم مخصص للقطع الأثرية التي عُثرّ عليها في بيجي سلطان، هويوك والتي تتضمن أمثلة من حرف العصر البرونزي.
كما تُعرض قطع أثرية من مناطق كاريا وبيسيديا وليديا. تتكون ساحة العرض بالمتحف من ثلاث أماكن مغلقة[بحاجة لتوضيح] من حمام هييرابوليس وتقع الأماكن المفتوحة في الجانب الشرقي والتي يُعرف أنها كانت تستخدم كمكتبة وصالة للألعاب الرياضية. تتكون معظم القطع الأثرية الموجودة في ساحة العرض المفتوحة من الرخام والحجر. وقد هُدمّت هييرابوليس إلى أطلال.

## موقع تراث عالمي

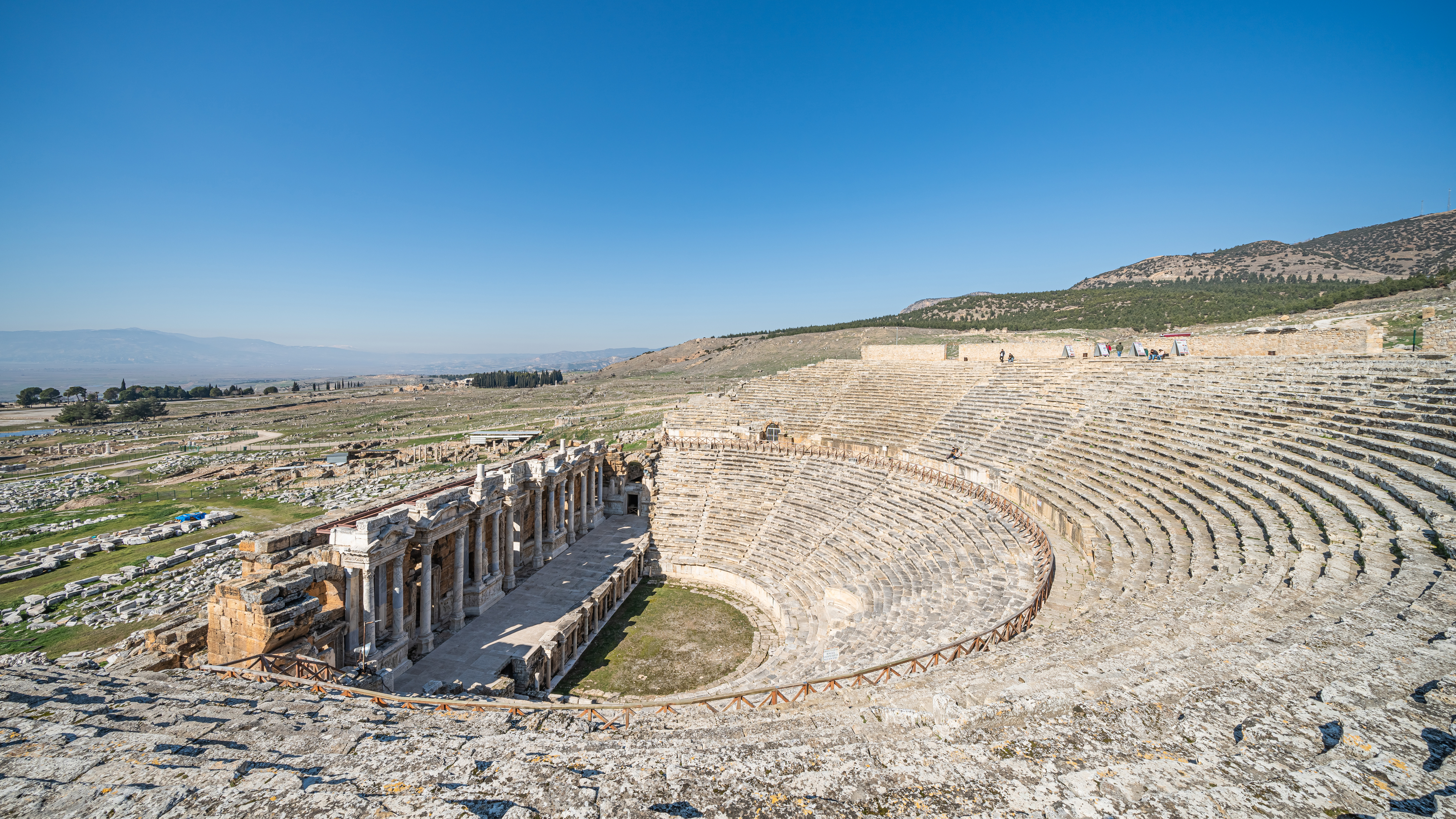
المسرح الأثري في هيرابوليس، باموق قلعة: موقع تراث عالمي في تركيا

أُعلنّ عن باموق قلعة كموقع تراث عالمي إلى جانب هييرابوليس. أصبحت هيرابوليس - باموق قلعة من مواقع التراث العالمي في 1988. وهي منطقة جذب سياحي بسبب هذه المكانة ولجمالها الطبيعي.
كما أدى النشاط البركاني الجوفي الذي تسبب في تشكُل الينابيع الحارة في دخول ثاني أكسيد الكربون إلى أحد الكهوف، أُطلقّ عليه اسم البلوتونيوم، الذي يعني «مكان الإله بلوتو». اُستخدمّ كهنة كوبيلي هذا الكهف للأغراض الدينية، الذين وجدوا طرقاً ليبدو محصنين ضد الغازات الخانقة.[بحاجة لمصدر]

## حماية المياه الحرارية
هُدمّت الفنادق التي بُنيّت في الستينيات لأنها كانت تستنزف المياه الحرارية في أحواض السباحة الخاصة بها وتسببت في تلف المصاطب.[بحاجة لمصدر] قُيدّ إمداد الفنادق بالمياه في محاولة للحفاظ على الموقع العام والسماح للترسبات بالتجدد.
يُمنع الوصول إلى المصاطب ويُطلب من الزوار اتباع المسار.

## توأمة
لباموق قلعة اتفاقيات توأمة مع:
- إيغر، المجر
- لاس فيغاس، الولايات المتحدة

## مناطق شبيهة
- باداب سورت، إيران
- هوانغلونغ، الصين